# 阿里山氣象站
阿里山氣象站位於臺灣嘉義縣阿里山鄉阿里山國家森林遊樂區內，為交通部中央氣象署所屬四等氣象測報機構，其坐落在海拔超過2,400公尺的萬歲山北側，是中央氣象署為收集臺灣不同海拔高度的氣象資料所設置的四座山區氣象站（玉山、竹子湖，以及日月潭）之一，也是開創臺灣完整高山氣象觀測的始祖氣象站，亦是臺灣第十座正規氣象觀測站。

## 沿革

### 日治時期
臺灣日治時期臺北帝國大學白鳥勝義博士與臺灣氣象研究會倡議，應針對臺灣本島建立「平地、高山、海洋」陸海空三系統的氣象觀測網絡，並且因應阿里山當地的林業資源開發、地電、地殼、太陽光波、時計、空氣化學等研究，以及因應當時高空觀測設備不足，需取得高空剖面天氣資料的國防用途，因此於昭和7年（1932年）5月22日臺灣總督府擇定萬歲山北側山麓海拔2,413公尺處興建測候所一座。昭和8年（1933年）3月15日測候所竣工落成，定名為「臺灣總督府阿里山高山觀象所」，首任所長為伊藤疆目，當日下午四時半完成竣工儀式開始觀測，開創臺灣高山氣候觀測新里程。
昭和12年（1937年）因應臺灣總督府臺北觀測所升格氣象臺，阿里山高山觀象所改隸屬在臺灣總督府氣象臺之下，隔年8月1日再改名為「臺灣總督府阿里山測候所」。

### 戰後至今
1945年第二次世界大戰戰後臺灣總督府氣象臺由臺灣省政府成立之對應機構省氣象局接收，轄下各地測候所，包含阿里山測候所接收後繼續觀測，1948年因應氣象局降格為氣象所，阿里山測候所全銜更改，站名無變更。1965年因氣象所重新升格氣象局，阿里山測候所全銜二度更改，1971年7月1日省氣象局恢復建置為中央，故改稱為中央氣象局阿里山測候所。1976年依中央氣象局附屬測站通則改稱為交通部中央氣象局阿里山氣象測站，1989年8月1日改稱為交通部中央氣象局阿里山氣象站至今。
2013年1月25日嘉義縣政府現勘後劃定阿里山氣象站為縣定古蹟，因此中央氣象局編列新臺幣四千萬元於阿里山閣大飯店對面新建氣象站辦公廳舍，於2014年5月新站竣工啟用。爾後臺灣鐵路管理局得知阿里山氣象站搬遷新站後，因當時接管阿里山森林鐵路，計畫於阿里山新設員工宿舍與招待所，相中阿里山氣象站舊站，但因舊站在第二管制哨區域內，主管之林務局認為若整建為員工宿舍，不相干人員進出頻繁，管制不易，且因已列為縣定古蹟，必須克服文資法等法令限制最終放棄該構想。

## 建築結構
由於日治時期阿里山測候所的戰略重要性，日本人對阿里山測候所投入相當規模的資源建站，除了有地上兩層樓及地下一層的檜木造辦公廳舍，另外還分有甲、乙、丙、丁四種職員宿舍，辦公廳舍依照臺灣建築會誌第四輯第五號資料所呈現，建築敷地約700坪，建築坪數約148坪。
1960~70年代大量中華民國國軍官兵進駐，超過既有測候所建築負荷而導致部分木造結構毀損拆除。1982年因辦公廳舍西側兩層樓腐壞嚴重，將其拆除並改為覆瓦屋頂，原西側的廁所及廚房遷移到東側又使得東側屋身傾斜損壞，1999年921大地震後東側損壞更加嚴重。2009年莫拉克颱風造成辦公廳舍天花板滲漏嚴重及地下室淹水。2013年中央氣象局展開「縣定古蹟『原總督府氣象台阿里山觀象所』先期調查評估」，及2019年「縣定古蹟『原總督府氣象台阿里山觀象所』再利用計畫及先期調查評估補充」，其成果報告均認為阿里山氣象站建築因長年高山潮溼與大雨滲漏影響下結構毀損相當嚴重，故計畫準備整修。
不過後續因嘉義縣政府2013年正式將阿里山氣象站規劃為縣定古蹟，進行任何翻修都必須依照文資法規定辦理，粗估整修經費將超過一億元，因此氣象局最後決定仍以原四千萬預算選定阿里山閣大飯店對面0.5公頃土地，整修既有建築與新建建築各一棟，成立阿里山氣象站沼平站區，人員移至新站區辦公。

## 編制
阿里山氣象站依據中央氣象署四等氣象站之編制，配有主任1人、職員3人，以及工友2人，作業方式採輪班制。

## 觀測項目

### 地面氣象觀測
阿里山氣象站每日清晨5時至夜間21時，逐時觀測氣壓、氣溫、濕度、風向、風速、降水量、降雨強度、日照、日射、能見度、蒸發量、地溫、天氣現象、雲等氣象變化。並設有地面氣象自動測報系統可提供每分鐘之即時觀測資料。

### 氣象電碼製作
每三小時將天氣觀測資料編譯成國際氣象電碼，以提供國際廣播之用。

### 氣候資料統計
每日將天氣觀測資料統計校對後，回傳臺北的氣象署本部作為長期氣候變化觀測之依據。

### 地震測報
阿里山氣象站設有A-900A及A-800兩台強震儀，及S-13短週期地震儀，以供地震測報中心分析研判及統計應用。

### 大氣物理、化學觀測
核能安全委員會於阿里山氣象站設有自動觀測點，監測阿里山地區之放射性污染物，並委由駐站人員定期寄送給行政院原子能委員會。而觀測人員亦收集阿里山附近懸浮微粒及雨水作初步酸鹼值的量測，以分析大氣之成分變化。

## 外部連結
- 交通部中央氣象署 阿里山氣象站 （页面存档备份，存于）